# Johan Grimonprez
Johan Grimonprez (Roeselare, 12 de agosto de 1962) é um artista multimídia, cineasta e curador belga. Ele é mais conhecido por seus filmes Dial H-I-S-T-O-R-Y (1997), Double Take (2009) e Shadow World: Inside the Global Arms Trade (2016), baseado no livro de Andrew Feinstein. Grimonprez escreveu e dirigiu o documentário Soundtrack to a Coup d'Etat (2023) sobre a crise do Congo, mais especificamente sobre os eventos que levaram ao assassinato do líder congolês Patrice Lumumba e ao protesto dos músicos de jazz Abbey Lincoln e Max Roach.
Seus filmes são caracterizados por uma crítica à manipulação da mídia contemporânea, descrita como "uma tentativa de dar sentido aos destroços causados pela história"; seus filmes "falam sobre a necessidade de ver a história à distância, mas ao mesmo tempo falar de dentro dela". Outros temas incluem a relação entre o indivíduo e a imagem dominante, a noção de zapping como "uma forma extrema de poesia", e o questionamento de nossa realidade consensual, que Grimonprez define como "uma realidade que está emaranhada com as histórias que contamos a nós mesmos na visão de mundo que concordamos em compartilhar". Grimonprez afirma que "Hollywood parece estar correndo à frente da realidade. O mundo está tão inundado de imagens que nos relacionamos com o 11 de setembro por meio de imagens que já havíamos projetado para o mundo. Em certo sentido, a ficção voltou para nos assombrar como realidade. Uma distração perpétua, essa ilusão de abundância encenada pela tecno-mágica escondeu a face feia de uma info-distopia. Imagens de Abu Ghraib, 11 de setembro, gripe suína, o vazamento de óleo da BP no Golfo e a crise econômica compuseram nosso novo sublime contemporâneo." Entre as influências de Grimonprez estão Walter Benjamin, Jorge Luis Borges e Don DeLillo.

### Livros
- It's a poor sort of memory that only works backwards (Stuttgart: Hatje Cantz, 2011), ISBN 978-3775731300
- Looking for Alfred (London: Film and Video Umbrella, Stuttgart: Hatje Cantz Verlag, Munich: Pinakothek der Moderne, 2007), ISBN 978-1904270256
- Dial H-I-S-T-O-R-Y / A Holiday From History, an essay by Slavoj Zizek (contributions by Don DeLillo, Hans Ulrich Obrist, Vrääth Öhner, Argos Editions, Brussels: zap-o matik and Stuttgart: Hatje Cantz, 2003), ISBN 978-9076855127
- Inflight Magazine (Stuttgart: Hatje Cantz, 2000), ISBN 978-3775709934
- ...we must be over the rainbow! (Santiago de Compostela: CGAC and Xunta de Galicia, 1998), ISBN 84-453-2258-3
- Beware! In playing the phantom you become one (Johan Grimonprez & Herman Asselberghs, 1994–1998) video library. French version: Prends garde! A jouer au fantôme, on le devient (Paris: Musée National d'Art Moderne /Centre Georges Pompidou, 1997). German version: Vorsicht! Wer Phantom Spielt wird selbst eins (Kassel: Documenta X, 1997)
- It will be all right if you come again, only next time don’t bring any gear, except a tea kettle... (Brussels: Les Expositions du Palais des Beaux-Arts, 1994)

### Ensaios
- "'Maybe the Sky is Really Green, and We're Just Colourblind': On Zapping, Close Encounters and the Commercial Break", based on a text that was first published as "Remote Control. On Zapping, Close Encounters and the Commercial Break", in Are You Ready for TV? (Barcelona: MACBA, 2010–2011)
- Asselberghs, H. & Grimonprez, J. "No Man's Land", in Inflight (Stuttgart: Hatje Cantz, 2000), 10–53, baseado em Nergensland (Leuven: Dietsche Warande & Belfort, 1997)

## Filmografia

### Longas-metragens
- Soundtrack to a Coup d'Etat (2023), documentário
- Blue Orchids (2017), documentário
- Shadow World (2016), documentário
- Double Take (2009)
- Dial H-I-S-T-O-R-Y (1997)

### Curtas-metragens
- "I may have lost forever my umbrella" (2011)
- "…because Superglue is forever" (2011), versão de How to Rewind Your Dog
- "Looking for Alfred" (2005)
- "The Hitchcock Castings" (2005)
- "Ron Burrage, Hitchcock Double" (2005)
- "LOST NATION, January 1999" (1999)
- "Smell the flowers while you can" (1993)
- "Well, you can't go to California, that's the first place they'll look for you" (1993)
- "Kobarweng or Where is Your Helicopter?" (1992)
- "Nimdol June 18, 1959" (1990)

### Televisão
- Besmette Stad, produzido por Ziggurat, Belgian TV BRT/TV1 (1993, restaurado em 2007)

### Multimídia
- YouTube Me and I Tube You, On Zapping: Close Encounters and the Commercial Break (em parceria com Charlotte Léouzon para Are You Ready for TV?, Barcelona: MACBA & Houston: Blaffer Art Museum & Ghent: S.M.A.K., 2010)
- Hitchcock didn't have a belly button: Interview with Karen Black by Johan Grimonprez (em co-produção com Los Angeles: The Hammer Museum Residence, 2009)
- It will be all right if you come again, only next time don't bring any gear, except a tea kettle... (Brussels: Les Expositions du Palais des Beaux-Arts & Ghent: S.M.A.K. 1994)
- Bed (Deerlijk: Gemeentemuseum, 2005)

### Vlogs
- Manipulators: Maybe the sky is really green and we're just colorblind (em parceria com Charlotte Léouzon para Ghent: ZooLogical Garden, Munich: Pinakothek der Moderne, 2006), YouTube-o-theque
- Maybe the Sky is Really Green, and We’re Just Colourblind (Stockholm: Magasin 3, 2000–2002) video lounge
- Dorothy Doesn't Live Here Anymore... (em co-produção com Büro Friedrich, Berlin, 1997–2001) video lounge
- Beware! In playing the phantom you become one (em parceria com Herman Asselberghs, 1994–1998) video library. Versão francesa: Prends garde! A jouer au fantôme, on le devient (Paris: Musée National d'Art Moderne /Centre Georges Pompidou, 1997). Versão alemã: Vorsicht! Wer Phantom Spielt wird selbst eins (Kassel: Documenta X, 1997)